# Stiepurino (rejon griazowiecki)
Stiepurino (ros. Степурино) – wieś w Rosji, w rejonie grazowieckim obwódu wołogodzkiego. W 2002 liczyła 241 mieszkańców, z kolei w 2010 populacja miejscowości wynosiła 249 osób.